# Weissia leprieurii
Weissia leprieurii là một loài rêu trong họ Pottiaceae. Loài này được (Mont.) Mitt. mô tả khoa học đầu tiên năm 1869.